# Francesca Faridany
 (mai 2024).
La mise en forme du texte ne suit pas les recommandations de Wikipédia : il faut le « wikifier ».
Les points d'amélioration suivants sont les cas les plus fréquents. Le détail des points à revoir est peut-être précisé sur la page de discussion.
- Les titres sont pré-formatés par le logiciel. Ils ne sont ni en capitales, ni en gras.
- Le texte ne doit pas être écrit en capitales (les noms de famille non plus), ni en gras, ni en italique, ni en « petit »…
- Le gras n'est utilisé que pour surligner le titre de l'article dans l'introduction, une seule fois.
- L'italique est rarement utilisé : mots en langue étrangère, titres d'œuvres, noms de bateaux, etc.
- Les citations ne sont pas en italique mais en corps de texte normal. Elles sont entourées par des guillemets français : « et ».
- Les listes à puces sont à éviter, des paragraphes rédigés étant largement préférés. Les tableaux sont à réserver à la présentation de données structurées (résultats, etc.).
- Les appels de note de bas de page (petits chiffres en exposant, introduits par l'outil «  Source ») sont à placer entre la fin de phrase et le point final[comme ça].
- Les liens internes (vers d'autres articles de Wikipédia) sont à choisir avec parcimonie. Créez des liens vers des articles approfondissant le sujet. Les termes génériques sans rapport avec le sujet sont à éviter, ainsi que les répétitions de liens vers un même terme.
- Les liens externes sont à placer uniquement dans une section « Liens externes », à la fin de l'article. Ces liens sont à choisir avec parcimonie suivant les règles définies. Si un lien sert de source à l'article, son insertion dans le texte est à faire par les notes de bas de page.
- La présentation des références doit suivre les conventions bibliographiques. Il est recommandé d'utiliser les modèles {{Ouvrage}}, {{Chapitre}}, {{Article}}, {{Lien web}} et/ou {{Bibliographie}}. Le mode d'édition visuel peut mettre en forme automatiquement les références.
- Insérer une infobox (cadre d'informations à droite) n'est pas obligatoire pour parachever la mise en page.

Pour une aide détaillée, merci de consulter Aide:Wikification.
Si vous pensez que ces points ont été résolus, vous pouvez retirer ce bandeau et améliorer la mise en forme d'un autre article.
Francesca Faridany (née le 15 juillet 1969) est une actrice anglo-américaine. Elle est surtout connue pour son rôle de Fiona Clarke dans la série dramatique Manifest (2018-2023).

## Début de vie
Elle naît de parents britanniques à San Francisco, en Californie. Elle grandit près de la forêt d'Ashdown dans le Sussex de l'Est. En 1992, elle sort diplômée de l’École d'art dramatique de Londres.

## Carrière
Sa carrière d'actrice débute en 1997 par le film Conceiving Ada.
Elle apparaît ensuite à la télévision dans les séries FBI, New York unité spéciale, Urgences, Bull et Homeland.
En 2018, elle joue la directrice du musée dans un film Marvel appelé Black Panther . Celui-ci est acclamé par la critique.
De 2018 à 2023, elle tient le rôle de la scientifique Fiona Clarke dans la série dramatique Manifest.
Elle apparaît également dans plusieurs pièces de théâtre, comme The Half-Life of Marie Curie en 2019, se tenant alors aux côtés de Kate Mulgrew. Cette pièce est jouée au Minetta Lane Theatre de Broadway durant l'automne.

## Vie privée
Francesca Faridany est mariée à l'écrivain et réalisateur américain Stephen Wadsworth depuis 2002. Le mariage a eu lieu à Garde, en Italie.

## Filmographie

### Film
| Année | Titre           | Rôle                | Remarques |
| ----- | --------------- | ------------------- | --------- |
| 1997  | Conceiving Ada  | Emmy Coer           |           |
| 2017  | Love After Love | Karen               |           |
| 2018  | Black Panther   | Directrice du musée |           |

### Télévision
| Année     | Titre                        | Rôle                | Remarques                            |
| --------- | ---------------------------- | ------------------- | ------------------------------------ |
| 2004      | Urgences                     | Carol Shoup-Sanders | Episode: "Twas the Night"            |
| 2009      | New York, section criminelle | Gail                | Épisode : "Une révolution en marche" |
| 2016      | New York, unité spéciale     | Claire Gilbert      | Episode: "Condamnées au silence"     |
| 2018      | Homeland                     | Olivia              | Épisode : "Clarity"                  |
| 2018-2023 | Manifest                     | Fiona Clarke        | 7 épisodes                           |
| 2018      | FBI                          | Jennifer Hilton     | Épisode: "The Armorer's Faith"       |
| 2019      | Bull                         | Rachel Elliott      | Épisode: "Dans le mystique"          |